# 郑祗德
鄭祗德（?—?），唐朝官員，出自荥阳郑氏南祖，唐德宗时宰相鄭絪的儿子。

## 生平
鄭祗德初任楚州刺史，其子郑颢娶唐宣宗万寿公主为妻。自河南少尹为汾州刺史，由汾州入为右庶子。出为楚州团练使，转任同州刺史。大中八年（854年），转任洪州，担任江西观察使。大中九年（855年），江西观察使郑祗德因为郑颢为驸马，位望通显，一再要求得到一个散官的头衔，唐宣宗调郑祗德为太子宾客、分司东都。大中十年（856年），郑颢企图当宰相，郑祗德给郑颢写信说：“听说你已掌判户部事务，这可是我必死之年；又听说你想要当宰相职，这更是我必死之日呀！”郑颢收信后畏惧，向唐宣宗上表请辞。十月十五日，唐宣宗任命郑颢为秘书监。大中十三年（859年），郑祗德自太子宾客转任越州浙东观察使。裘甫率众攻陷象山县，屡次击败官军，明州白天城门紧闭，裘甫率众一百人攻打剡县，浙东骚动。郑祗德派遣讨击副使刘勍、副将范居植率兵三百，会合台州军共同讨伐裘甫。次年二月，朝廷以郑祗德不能讨伐，以王式为浙东观察使，郑祗德检校礼部尚书。郑祗德最后官至兵部尚書。

## 子孙
- 鄭顥，字養正，駙馬都尉
  - 鄭韜光，戶部尚書
  - 鄭凜，字冬暉
- 鄭頊，廣文館助教
  - 鄭承休，戶部尚書
  - 鄭孺復，復州刺史
    - 鄭曙，龍興尉

  - 鄭藩，字內華
  - 鄭表微，江陵少尹
  - 鄭寡尤，解州榷鹽巡官
  - 鄭嶠，太子詹事
    - 鄭茞，華陰令
    - 鄭革，武功令
    - 鄭藇，泌陽令

  - 鄭嗣光，奉先令
    - 鄭譜

  - 鄭嗣宗
- 鄭顗，字又仁，嶺南節度副使
- 鄭碩，真源令
- 鄭頻，眉州軍事判官
- 鄭頎，禮部侍郎
- 鄭就，字成美
- 鄭皙，字澤美